# Geografía patológica
La geografía patológica es una de las dos ramas de la geografía médica que se dedica al estudio de la alteración de la salud en humanos, plantas y animales causada por el medio ambiente en que habitan.